# Biscaya (provins)
Biscaya, Biskaya eller Biskaja (spanska: Vizcaya [biθˈkaʝa], baskiska: Bizkaia, [bis̻kai.a]) är en provins i den autonoma regionen Baskien vid Biscayabukten i norra Spanien. Provinshuvudstaden är Bilbao. Provinsen har en central betydelse för den baskiska kulturen. Området är tätbefolkat och högt industrialiserat.

## Geografi
Biscaya gränsar i öster till Gipuzkoa, i söder till Álava, i sydväst till Burgos och i väster till Kantabrien.